# Matías Bortolín
Matías Bortolín (Córdoba, 11 de abril de 1993) es un baloncestista argentino. Con 2,08 metros de altura, juega en la posición de ala-pívot y actualmente milita en Scafati Basket de la Serie A de Italia.
A nivel de clubes jugó en Atenas, donde debutó como profesional en la temporada 2010-11 de la liga nacional. También tuvo un paso por Europa donde estuvo durante dos temporadas, y en Regatas Corrientes donde obtuvo el premio al mejor debutante en la liga a la vez que llegó a la final de esa temporada. En la selección nacional participó del Premundial de Caracas y fue uno de los doce elegidos para participar en el Mundial de España 2014.

## Trayectoria

### Comienzos
Realizó las inferiores en Atenas. Además, actuó para la selección de Córdoba en los campeonatos argentinos juveniles, destacándose en el Campeonato Argentino Juvenil Sub-19 del 2010, donde llegó junto con su equipo a la final del certamen.
Tras formar parte de las divisiones inferiores de Atenas, Matías fue inscripto para la temporada 2010/11 como jugador menor del primer equipo. Debutó el 15 de octubre ante La Unión de Formosa. Tras un breve paso por Atenas, Bortolín fue transferido al club italiano Basket Rimini mediante un acuerdo entre el equipo «griego» y una empresa de representación de jugadores.

### Paso por Europa
Tras jugar en las divisiones inferiores del Basket Rimini, donde ganó el torneo Internazionale Juniores "Citta' Di Lissone" pasó al Acea Roma de primera división "Serie A" a modo de prueba.
Para la temporada 2012-13 pasó al Arkadia Traiskirchen Lions austriaco, donde jugó la Bundesliga, máxima división. Su equipo finalizó penúltimo y él jugó 26 partidos. Esa misma temporada, Matías ingresó al Draft de la NBA, sin embargo, se bajó antes de que este comience.

### Liga Nacional
Tras su paso por Europa, Matías volvió al país para jugar en Regatas Corrientes, reciente campeón, buscando más progreso. Llegó a préstamo proveniente del Arkadia Lions.
Rápidamente se convirtió en un jugador importante para el equipo, teniendo muy buenas actuaciones, tal es el caso que junto con su equipo llegaron a la Final de la LNB 2013/14 y además logró ser galardonado como el Mejor Debutante de la Liga.
Además de esa gran actuación, nuevamente apareció en el Draft de la NBA, sin embargo y como la vez pasada decidió bajarse del mismo.
Tras su paso por Regatas, se dio a conocer la noticia de que para la temporada 2014-15 jugaría nuevamente en Atenas. Al equipo griego llega tras su debut en la 2010-11.

Tengo una enorme alegría de retornar a Atenas, es mi segunda casa donde tengo muchos amigos y además voy a estar cerca de mi familia. Acá me forme y crecí, no me puedo olvidar de eso. Tengo varios desafíos por delante, el primero es el Mundial de España, no voy a desaprovechar esta oportunidad y trataré de dar lo mejor cuando el técnico me requiera. Después tendré el otro desafío de jugar en este club que conozco pero que tiene una enorme historia y que siempre está obligado a conseguir los objetivos propuestos.
Matías Bortolín

Luego de una temporada en el equipo cordobés, cambia a San Martín de Corrientes, rival del anterior equipo correntino donde jugó, Regatas.
Tras la temporada 2015-16 en San Martín, donde jugó además la Liga Sudamericana de Clubes 2015, Matías pasó a Obras Basket, donde firmó contrato por dos temporadas. Sin embargo, al término de la primera de esas temporadas, se desvinculó del club capitalino para fichar con Argentino de Junín, equipo con el cual disputaría la temporada 2017-2018. En diciembre de 2018 se incorporó a Comunicaciones de Mercedes, renovando su contrato al término de la temporada para continuar un año más en la institución correntina.

### Retorno a Europa
Bortolín tomó la decisión de retornar a Europa a mediados de 2020, aceptando sumarse al plantel de un equipo de la Serie B (tercera división italiana) como San Giobbe Chiusi. Tras jugar una temporada con ese club, fichó con Basket Mestre, equipo de la misma categoría.

## Selección nacional

### Divisiones inferiores
Participó en la selección sub-15 de Argentina, donde fue campeón del Campeonato Sudamericano de baloncesto juvenil sub-15 del 2009, siendo además el MVP del certamen. Unos meses más tarde participó junto con la selección sub-17 del Campeonato Sudamericano donde también logró ser campeón. Tras este paso en la selección sub-17, formó parte del seleccionado en el Mundial Sub-17 2010 donde finalizaron novenos.

### Selección absoluta
Luego de participar en el seleccionado sub-17, fue convocado al preseleccionado mayor de baloncesto, y más tarde al preseleccionado nacional mayor para los Juegos Panamericanos de 2011, sin embargo, no formó parte del equipo.
Su debut con el seleccionado nacional fue en la Copa Oscar Moglia. Más tarde jugó en la Copa Stankovic donde además logró el título. Tras ese torneo, quedó preseleccionado para el Premundial de Caracas 2013. Finalmente formó parte del equipo, y previo al Premundial, jugó la Copa Jenaro "Tuto" Marchad, donde finalizó subcampeón. Tras el premundial fue convocado nuevamente, esta vez para los juegos Odesur 2013.
Tras el Mundial de España 2014 es convocado nuevamente para, esta vez, disputar los Juegos Panamericanos de Toronto 2015.

## Estadísticas

### Selección nacional
| Equipo    | Temporada/ Torneo          | PJ | Pts | Min | Dobles | Dobles | Triples | Triples | Libres | Libres | Rebotes | Rebotes | As |
| Equipo    | Temporada/ Torneo          | PJ | Pts | Min | C      | L      | C       | L       | C      | L      | Def     | Of      | As |
| --------- | -------------------------- | -- | --- | --- | ------ | ------ | ------- | ------- | ------ | ------ | ------- | ------- | -- |
| Argentina | Copa Oscar Moglia 2011     | 1  | 0   | 12  | 0      | 2      | 0       | 0       | 0      | 0      | 2       | 1       | 2  |
| Argentina | Copa Stankovic 2013        |    |     |     |        |        |         |         |        |        |         |         |    |
| Argentina | Copa Tuto Marchand 2013    | 4  | 4   | 10  | 2      | 4      | 0       | 0       | 0      | 0      | 1       | 2       | 0  |
| Argentina | Premundial Caracas 2013    | 10 | 2   | 15  | 1      | 4      | 0       | 1       | 0      | 0      | 3       | 2       | 1  |
| Argentina | Juegos Odesur 2014         | 5  | 27  | 78  | 10     | 22     | 0       | 1       | 7      | 9      | 13      | 2       | 7  |
| Argentina | Sudamericano 2014          | 5  | 48  | 101 | 21     | 29     | 0       | 0       | 6      | 7      | 12      | 7       | 4  |
| Argentina | Mundial España 2014        | 1  | 2   | 4   | 1      | 2      | 0       | 0       | 0      | 0      | 4       | 0       | 0  |
| Argentina | Panamericanos Toronto 2015 | 4  | 7   | 34  | 3      | 12     | 0       | 0       | 1      | 2      | 1       | 0       | 1  |

## Palmarés

### Distinciones individuales
- Elegido Revelación de la Liga Nacional de Básquet 2013-14.

### Selección nacional
- Campeonato FIBA Américas de 2013
- Juegos Odesur 2014
- Sudamericano 2014